# Kota Amano
Kota Amano (天野 恒太 Amano Kota?, nacido el 22 de junio de 1987 en Shizuoka) es un exfutbolista japonés. Jugaba de defensa y su único club fue el SC Sagamihara de Japón.

## Trayectoria

### Clubes
| Club          | País  | Año         |
| ------------- | ----- | ----------- |
| SC Sagamihara | Japón | 2011 - 2016 |

## Estadística de carrera

### J. League
| Club          | Año   | J. League | J. League | Copa J. League | Copa J. League | Total | Total |
| Club          | Año   | Part.     | Goles     | Part.          | Goles          | Part. | Goles |
| ------------- | ----- | --------- | --------- | -------------- | -------------- | ----- | ----- |
| SC Sagamihara | 2014  | 26        | 0         | -              | -              | 26    | 0     |
| SC Sagamihara | 2015  | 11        | 1         | -              | -              | 11    | 1     |
| SC Sagamihara | 2016  | 5         | 0         | -              | -              | 5     | 0     |
| Total         | Total | 42        | 1         | 0              | 0              | 42    | 1     |